# Damernas 50 meter fjärilsim vid världsmästerskapen i kortbanesimning 2024
Damernas 50 meter fjärilsim vid världsmästerskapen i kortbanesimning 2024 avgjordes den 10 och 11 december 2024 i Donau Arena i Budapest i Ungern.
Guldet togs av amerikanska Gretchen Walsh efter ett lopp på 24,01 sekunder. Silvret togs av franska Béryl Gastaldello och bronset togs av australiska Alexandria Perkins.

## Rekord
Inför tävlingens start fanns följande världs- och mästerskapsrekord:
|                   | Namn                | Nation        | Tid   | Ort                              | Datum            |
| ----------------- | ------------------- | ------------- | ----- | -------------------------------- | ---------------- |
| Världsrekord      | Therese Alshammar   | Sverige       | 24,38 | Singapore                        | 22 november 2009 |
| Mästerskapsrekord | Ranomi Kromowidjojo | Nederländerna | 24,44 | Abu Dhabi, Förenade arabemiraten | 19 december 2021 |

Följande nya rekord noterades under mästerskapet:
| Datum       | Omgång      | Namn           | Nationalitet | Tid   | Rekord     |
| ----------- | ----------- | -------------- | ------------ | ----- | ---------- |
| 10 december | Heat 5      | Gretchen Walsh | USA          | 24,02 | 0VR0, 0MR0 |
| 10 december | Semifinal 2 | Gretchen Walsh | USA          | 23,94 | 0VR0, 0MR0 |

## Resultat

### Försöksheat
Försöksheaten startade den 10 december klockan 10:11.
| Placering | Heat | Bana | Namn                        | Nationalitet       | Tid   | Noteringar |
| --------- | ---- | ---- | --------------------------- | ------------------ | ----- | ---------- |
| 1         | 5    | 3    | Gretchen Walsh              | USA                | 24,02 | 0Q0, 0VR0  |
| 2         | 4    | 4    | Arina Surkova               | Neutral Athletes B | 24,78 | 0Q0        |
| 3         | 5    | 5    | Tessa Giele                 | Nederländerna      | 25,01 | 0Q0        |
| 4         | 5    | 4    | Alexandria Perkins          | Australien         | 25,04 | 0Q0        |
| 5         | 4    | 5    | Sara Junevik                | Sverige            | 25,13 | 0Q0        |
| 6         | 5    | 6    | Silvia Di Pietro            | Italien            | 25,16 | 0Q0        |
| 7         | 6    | 6    | Maaike de Waard             | Nederländerna      | 25,33 | 0Q0        |
| 8         | 6    | 4    | Béryl Gastaldello           | Frankrike          | 25,36 | 0Q0        |
| 9         | 4    | 2    | Helena Gasson               | Nya Zeeland        | 25,39 | 0Q0        |
| 10        | 6    | 5    | Lily Price                  | Australien         | 25,40 | 0Q0        |
| 11        | 4    | 7    | Laura Lahtinen              | Finland            | 25,47 | 0Q0        |
| 12        | 4    | 3    | Mélanie Henique             | Frankrike          | 25,52 | 0Q0        |
| 13        | 6    | 3    | Mizuki Hirai                | Japan              | 25,59 | 0Q0        |
| 14        | 4    | 1    | Ellen Walshe                | Irland             | 25,65 | 0Q0        |
| 15        | 5    | 2    | Daryna Nabojčenko           | Tjeckien           | 25,68 | 0Q0        |
| 16        | 6    | 1    | Jenjira Srisaard            | Thailand           | 25,72 | 0Q0        |
| 17        | 6    | 7    | Jessica Thompson            | Sydafrika          | 25,73 | R          |
| 18        | 6    | 2    | Elena Capretta              | Italien            | 25,81 | R          |
| 19        | 4    | 9    | Eva Okaro                   | Storbritannien     | 25,83 |            |
| 19        | 5    | 7    | Chen Luying                 | Kina               | 25,83 |            |
| 21        | 6    | 9    | Lora Komoróczy              | Ungern             | 25,85 |            |
| 22        | 4    | 0    | Tam Hoi Lam                 | Hongkong           | 25,98 |            |
| 23        | 5    | 1    | Hedda Øritsland             | Norge              | 26,01 |            |
| 24        | 4    | 6    | Hazel Ouwehand              | Nya Zeeland        | 26,04 |            |
| 25        | 5    | 0    | Anastasija Kuljasjova       | Neutral Athletes A | 26,06 |            |
| 25        | 5    | 9    | Sofia Spodarenko            | Kazakstan          | 26,06 |            |
| 27        | 6    | 0    | Paulina Peda                | Polen              | 26,19 |            |
| 28        | 5    | 8    | Lillian Slušná              | Slovakien          | 26,23 |            |
| 29        | 3    | 7    | Ingrid Wilm                 | Kanada             | 26,36 |            |
| 30        | 3    | 4    | Kalia Antoniou              | Cypern             | 26,44 |            |
| 31        | 6    | 8    | Jeong So-eun                | Sydkorea           | 26,46 |            |
| 32        | 3    | 8    | Smiltė Plytnykaitė          | Litauen            | 26,74 |            |
| 33        | 3    | 3    | Nicholle Toh                | Singapore          | 26,79 |            |
| 34        | 3    | 6    | Jessica Calderbank          | Jamaica            | 26,97 |            |
| 35        | 3    | 5    | Mariangela Boitsuk          | Estland            | 27,09 |            |
| 36        | 3    | 0    | Paige Schendelaar-Kemp      | Samoa              | 27,20 |            |
| 37        | 2    | 4    | María Schutzmeier           | Nicaragua          | 27,24 |            |
| 38        | 3    | 2    | Jóhanna Elín Guðmundsdóttir | Island             | 27,30 |            |
| 39        | 3    | 9    | Imara-Bella Thorpe          | Kenya              | 27,54 | 0NR0       |
| 40        | 3    | 1    | Amel Melih                  | Algeriet           | 27,57 |            |
| 41        | 2    | 3    | Elizaveta Pecherskikh       | Kirgizistan        | 27,80 |            |
| 42        | 1    | 6    | Sol Song Kim                | Nordkorea          | 27,82 |            |
| 43        | 2    | 7    | Aleka Persaud               | Guyana             | 28,34 |            |
| 44        | 1    | 5    | Timipame-Ere Akiayefa       | Nigeria            | 28,35 |            |
| 45        | 2    | 2    | Victoria Russell            | Bahamas            | 28,72 |            |
| 46        | 2    | 6    | Kyra Dalilah De Cuba        | Curaçao            | 28,86 |            |
| 47        | 2    | 5    | Lia Lima                    | Angola             | 28,88 |            |
| 48        | 2    | 1    | Jhnayali Tokome-Garap       | Papua Nya Guinea   | 28,95 |            |
| 49        | 2    | 0    | Meral Ayn Latheef           | Maldiverna         | 31,88 |            |
| 50        | 1    | 3    | Mona Alfarsi                | Kuwait             | 33,08 |            |
| 51        | 2    | 8    | Tayamika Changanamuno       | Malawi             | 33,91 |            |
| 52        | 1    | 7    | K.M.T. Ibrahim              | Komorerna          | 35,02 |            |
| 53        | 2    | 9    | Lina Alemayehu Selo         | Etiopien           | 35,84 |            |
| 54        | 1    | 4    | Leena Mohamedahmed          | Sudan              | 35,94 |            |
| 55        | 1    | 2    | Hazel Alamy                 | Sierra Leone       | 45,09 |            |
|           | 4    | 8    | Jana Pavalić                | Kroatien           | 0DSQ0 | 0DSQ0      |

### Semifinaler
Semifinalerna startade den 10 december klockan 17:43.
| Placering | Heat | Bana | Namn               | Nationalitet       | Tid   | Noteringar |
| --------- | ---- | ---- | ------------------ | ------------------ | ----- | ---------- |
| 1         | 2    | 4    | Gretchen Walsh     | USA                | 23,94 | 0Q0, 0VR0  |
| 2         | 1    | 6    | Béryl Gastaldello  | Frankrike          | 24,67 | 0Q0        |
| 3         | 2    | 5    | Tessa Giele        | Nederländerna      | 24,68 | 0Q0        |
| 4         | 1    | 4    | Arina Surkova      | Neutral Athletes B | 24,71 | 0Q0        |
| 5         | 2    | 6    | Maaike de Waard    | Nederländerna      | 24,76 | 0Q0        |
| 6         | 1    | 5    | Alexandria Perkins | Australien         | 24,89 | 0Q0        |
| 7         | 1    | 7    | Mélanie Henique    | Frankrike          | 24,93 | 0Q0        |
| 8         | 1    | 2    | Lily Price         | Australien         | 25,13 | QSO        |
| 8         | 1    | 3    | Silvia Di Pietro   | Italien            | 25,13 | QSO        |
| 10        | 2    | 3    | Sara Junevik       | Sverige            | 25,14 | R          |
| 11        | 2    | 2    | Helena Gasson      | Nya Zeeland        | 25,24 |            |
| 12        | 1    | 8    | Jenjira Srisaard   | Thailand           | 25,26 |            |
| 13        | 2    | 1    | Mizuki Hirai       | Japan              | 25,27 |            |
| 14        | 1    | 1    | Ellen Walshe       | Irland             | 25,45 |            |
| 15        | 2    | 7    | Laura Lahtinen     | Finland            | 25,59 |            |
| 16        | 2    | 8    | Daryna Nabojčenko  | Tjeckien           | 25,78 |            |

#### Omsimning
Semifinalerna startade den 10 december klockan 19:47.
| Placering | Bana | Namn             | Nationalitet | Tid   | Noteringar |
| --------- | ---- | ---------------- | ------------ | ----- | ---------- |
| 1         | 4    | Lily Price       | Australien   | 25,07 | 0Q0        |
| 2         | 5    | Silvia Di Pietro | Italien      | 25,26 |            |

### Final
Finalen startade den 11 december klockan 18:35.
| Placering | Bana | Namn               | Nationalitet       | Tid   | Noteringar |
| --------- | ---- | ------------------ | ------------------ | ----- | ---------- |
| 1         | 4    | Gretchen Walsh     | USA                | 24,01 |            |
| 2         | 5    | Béryl Gastaldello  | Frankrike          | 24,43 |            |
| 3         | 7    | Alexandria Perkins | Australien         | 24,68 |            |
| 4         | 6    | Arina Surkova      | Neutral Athletes B | 24,84 |            |
| 5         | 3    | Tessa Giele        | Nederländerna      | 24,87 |            |
| 6         | 1    | Mélanie Henique    | Frankrike          | 24,89 |            |
| 7         | 2    | Maaike de Waard    | Nederländerna      | 24,98 |            |
| 8         | 8    | Lily Price         | Australien         | 25,06 |            |